# شيفون تروتمان
شيفون تروتمان (بالإنجليزية: Chevon Troutman)‏ مواليد 25 نوفمبر 1981 في ويليامسبورت، هو لاعب كرة سلة أمريكي. بدأ مسيرته الاحترافية في سنة 2005. يلعب مع ريجاتاس كوريينتس في دوري كرة السلة الوطني الأرجنتيني. يحمل الرقم 8.

## المسيرة الاحترافية
لعب مع دون بوسكو ليفورنو في الدوري الإيطالي في موسم 2005–2006، ثم لعب مع أسفيل باسكت في الدوري الفرنسي من سنة 2006 إلى 2009، ثم لعب مع إس إس فليتشي سكاندون في الدوري الإيطالي من سنة 2009 إلى 2011، ثم لعب مع بايرن ميونخ لكرة السلة في الدوري الألماني من سنة 2011 إلى 2014، ثم لعب مع جلونا غورا في موسم 2014–2015، ثم لعب مع أورليان لواريت في الدوري الفرنسي في موسم 2015–2016، ثم لعب مع ريجاتاس كوريينتس في الدوري الأرجنتيني في سنة 2016.

## إحصائيات المسيرة

### بطولات الدوري المحلية
| الموسم  | الفريق                     | الدوري                                  | لعب                | دقيقة              | ميداني%            | ثلاثية             | حرة                | ارتداد             | صنع                | SPG                | تصدي               | نقطة               |
| ------- | -------------------------- | --------------------------------------- | ------------------ | ------------------ | ------------------ | ------------------ | ------------------ | ------------------ | ------------------ | ------------------ | ------------------ | ------------------ |
| 2005    | ميتروس دي سنتياغو          | الدوري الدومينيكاني لكرة السلة          | لا إحصائيات متوفرة | لا إحصائيات متوفرة | لا إحصائيات متوفرة | لا إحصائيات متوفرة | لا إحصائيات متوفرة | لا إحصائيات متوفرة | لا إحصائيات متوفرة | لا إحصائيات متوفرة | لا إحصائيات متوفرة | لا إحصائيات متوفرة |
| 2005-06 | دون بوسكو ليفورنو          | ليغا باسكيت الدرجة الأولى               | 34                 | 26.9               | .648               | .250               | .622               | 7.2                | 1.0                | 2.3                | .4                 | 15.0               |
| 2006-07 | أسفيل باسكت                | الدوري الفرنسي لكرة السلة الدرجة الأولى | 35                 | 25.7               | .659               | .176               | .682               | 6.9                | 1.4                | 1.2                | .5                 | 14.8               |
| 2007-08 | أسفيل باسكت                | الدوري الفرنسي لكرة السلة الدرجة الأولى | 34                 | 23.4               | .649               | .292               | .766               | 6.3                | 1.3                | 1.2                | .2                 | 14.2               |
| 2008-09 | أسفيل باسكت                | الدوري الفرنسي لكرة السلة الدرجة الأولى | 36                 | 23.5               | .606               | .360               | .728               | 5.7                | 1.4                | 1.4                | .3                 | 10.9               |
| 2009-10 | إس إس فليتشي سكاندون       | ليغا باسكيت الدرجة الأولى               | 28                 | 28.0               | .606               | .154               | .707               | 7.8                | .7                 | 2.6                | .6                 | 12.7               |
| 2010-11 | إس إس فليتشي سكاندون       | ليغا باسكيت الدرجة الأولى               | 16                 | 29.9               | .611               | .375               | .690               | 8.3                | .6                 | 2.7                | .7                 | 14.6               |
| 2011-12 | إس إس فليتشي سكاندون       | ليغا باسكيت الدرجة الأولى               | 1                  | 30.0               | .615               | --                 | 1.000              | 9.0                | .0                 | 2.0                | .0                 | 18.0               |
| 2011-12 | بايرن ميونخ لكرة السلة     | الدوري الألماني لكرة السلة              | 35                 | 24.9               | .648               | .400               | .731               | 7.0                | 1.1                | .8                 | .3                 | 13.5               |
| 2012-13 | بايرن ميونخ لكرة السلة     | الدوري الألماني لكرة السلة              | 37                 | 22.5               | .658               | .333               | .779               | 5.6                | .9                 | .6                 | .2                 | 12.2               |
| 2013-14 | بايرن ميونخ لكرة السلة     | الدوري الألماني لكرة السلة              | 36                 | 14.7               | .591               | .229               | .805               | 3.9                | .8                 | .4                 | .1                 | 6.6                |
| 2014-15 | نادي جلونا غورا لكرة السلة | الدوري البولندي لكرة السلة              | 40                 | 16.2               | .628               | .387               | .600               | 4.9                | .7                 | .8                 | .3                 | 6.7                |

## روابط خارجية
- شيفون تروتمان على موقع الدوري الأوروبي لكرة السلة (الإنجليزية)
- شيفون تروتمان على موقع كرة السلة الأوروبية.كوم (الإنجليزية)
- شيفون تروتمان على موقع DraftExpress.com (الإنجليزية)
- شيفون تروتمان على موقع كلية كرة السلة في سبورتس رفرنس.كوم (الإنجليزية)
- شيفون تروتمان على موقع ريلجم (الإنجليزية)
- شيفون تروتمان على موقع بروبوليرز (الإنجليزية)
- شيفون تروتمان على موقع سبورتس رفرنس (الإنجليزية)